# Список остатков сверхновых
Список содержит перечень наблюдаемых остатков сверхновых — туманностей, появившиеся из-за произошедшего много десятков или сотен лет назад катастрофического взрыва звезды и превращения её в сверхновую. Во время взрыва оболочка сверхновой разлетается во все стороны, образуя расширяющуюся с огромной скоростью ударную волну, которая и формирует остаток сверхновой. Остаток состоит из выброшенного взрывом звёздного материала и межзвёздного вещества, поглотившего ударную волну.

## Список
| Сверхновая                                          | Изображение | Созвездие         | Галактика                  | Время, когда свет сверхновой достиг Земли | Видимый блеск сверхновой в момент вспышки | Расстояние (св. лет) | Тип   | Остаток                          |
| --------------------------------------------------- | ----------- | ----------------- | -------------------------- | ----------------------------------------- | ----------------------------------------- | -------------------- | ----- | -------------------------------- |
| G116.6-26.1                                         |             |                   | Млечный Путь               | 40000 лет назад                           | ??                                        | 10000                | Ia?   | G116.6-26.1                      |
| Стрелец А-Восток                                    |             | Стрелец           | Млечный Путь               | период от 35 000 до 100 000 лет назад     | ?                                         | 26 000               | ?     | Стрелец А-Восток                 |
| W50                                                 |             | Орёл              | ?                          | 20 000 лет назад                          | ?                                         | 16 000               | ?     | SS 433                           |
| Сверхновая в Парусах                                |             | Паруса            | Млечный Путь               | 11-9 тысячелетие до н. э.                 | ?                                         | 800                  | ?     | Остаток сверхновой в Парусах     |
| Туманность Вуаль («Петля», «Рыбачья сеть») в Лебеде |             | Лебедь            | ?                          | 6-3 тысячелетие до н. э.                  | ?                                         | 2400                 | ?     | NGC 6960/6992/6995               |
| 1E161348-5055                                       |             | Наугольник        | ?                          | I век                                     | ?                                         | 10 000               | ?     | RCW 103                          |
| SN 185                                              |             | Циркуль и Центавр | Млечный Путь               | 7 декабря 185 года                        | −8?                                       | 3000                 | Ia?   | Возможно, RCW 86                 |
| SN 386                                              |             | Стрелец           | Млечный Путь               | 386 год                                   | ?                                         | 16 000               | II    | G11.2-0.3                        |
| SN 393                                              |             | Скорпион          | Млечный Путь               | 393 год                                   | −0                                        | 34,000               | II/Ib |                                  |
| G292.0+1.8                                          |             | Центавр           | Млечный Путь               | V век                                     | ?                                         | 20 000               | ?     | SNR G292.0+01.8                  |
| SN 1006                                             |             | Волк              | Млечный Путь               | 1 мая 1006 года                           | −7,5                                      | 7200                 | Ia    | SNR 1006                         |
| W49B                                                |             | Орёл              | ?                          | XI век н. э.                              | ?                                         | 26 000               | ?     | GRB-остаток?                     |
| SN 1054                                             |             | Телец             | Млечный Путь               | 1054 год                                  | −6                                        | 6300                 | II    | Крабовидная туманность           |
| SN 1181                                             |             | Кассиопея         | Млечный Путь               | 1181 год                                  | −1                                        | 8,500                | ?     | Возможно, 3C58                   |
| SN 1572                                             |             | Кассиопея         | Млечный Путь               | 11 ноября 1572 года                       | −4                                        | 7500                 | Ia    | Остаток сверхновой Тихо          |
| SN 1604                                             |             | Змееносец         | Млечный Путь               | 8 октября 1604 года                       | −2,5                                      | 20 000               | Ia    | Остаток сверхновой Кеплера       |
| Кассиопея A                                         |             | Кассиопея         | Млечный Путь               | Середина XVII века                        | +6                                        | 10 000               | IIb   | Остаток сверхновой Кассиопея A   |
| SNR 0509-67.5                                       |             | Золотая Рыба      | Большое Магелланово Облако | XVII век                                  | ?                                         | 160 000              | Ia    | Остаток сверхновой SNR 0509-67.5 |
| G1.9+0.3                                            |             | Стрелец           | Млечный Путь               | около 1868 года                           | ?                                         | около 25 000         | ?     | Остаток сверхновой G1.9+0.3      |
| SN 1885A                                            |             | Андромеда         | Галактика Андромеды        | 20 августа 1885 года                      | +6                                        | 2 500 000            | Ipec  | SNR 1885A                        |
| SN 1987A                                            |             | Золотая Рыба      | Большое Магелланово Облако | 24 февраля 1987 года                      | +2,9                                      | 168 000              | IIpec | SNR 1987A                        |